# John Parris (cầu thủ bóng đá)
John Parris (sinh ngày 26 tháng 4 năm 1974) là một cầu thủ bóng đá người Barbados thi đấu cho Notre Dame, ở vị trí tiền vệ.

## Quốc tế

### Bàn thắng quốc tế
Tỉ số và kết quả liệt kê bàn thắng của Barbados trước.
| #  | Ngày                 | Địa điểm                                              | Đối thủ                     | Tỉ số | Kết quả | Giải đấu                          |
| -- | -------------------- | ----------------------------------------------------- | --------------------------- | ----- | ------- | --------------------------------- |
| 1. | 1 tháng 1 năm 2004   | Sân vận động Quốc gia Bermuda, Hamilton, Bermuda      | Bermuda                     | 1–0   | 4–0     | Giao hữu                          |
| 2. | 10 tháng 9 năm 2006  | Sân vận động Quốc gia Barbados, St. Michael, Barbados | Saint Vincent và Grenadines | 1–0   | 1–1     | Giao hữu                          |
| 3. | 5 tháng 11 năm 2006  | Carlton Club Ground, Bridgetown, Barbados             | Grenada                     | 1–1   | 2–2     | Giao hữu                          |
| 4. | 27 tháng 10 năm 2008 | Sân vận động Quốc gia Pedro Marrero, Havana, Cuba     | Antille thuộc Hà Lan        | 2–0   | 2–1     | Vòng loại Cúp bóng đá Caribe 2008 |